# Хлорофітум
Хлорофі́тум (Chlorophytum, побутова назва павучок) — рід трав'янистих рослин. Раніше хлорофітум відносили до родини лілієвих; тепер за даними Королівських ботанічних садів у К'ю рід відноситься до підродини агавових родини холодкових
Трав'яниста рослина з пониклими стеблами. Її довгі лінійні листя зібрані в прикореневі пучки. Квітки у хлорофітума дрібні, зібрані в рихлу мітелку. Стебла дугоподібної форми після цвітіння утворюють на своїх кінцях пучки листків з повітряними коренями, інколи замість пучків листя утворюється насіння. Сильні екземпляри мають численні звисаючі стебла з розетками листків.
Рід становить близько 200 видів, які поширені в субтропічних і тропічних районах Південної Америки, Африки, о. Мадагаскар, Південної Азії та Австралії.

## Застосування в кімнатному квітникарстві

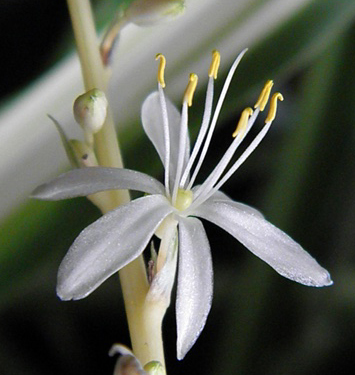
Квітка хлорофітуму великим планом

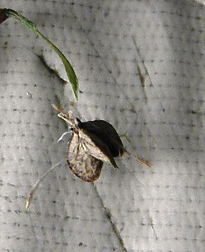
Плід

Хлорофітум є однією з найбільш невибагливих кімнатних рослин. Він швидко зростає, а навесні і влітку на тонких довгих стеблах, зеленого або жовтого кольору (в залежності від виду), з'являються спочатку дрібні білі квіти, а потім з них інколи достигає чорне насіння у зеленій оболонці пірамідальної форми. Дуже часто з незапилених квітів з'являються крихітні розетки листя, замість насіння. Їх можна відокремити від рослини і вкоренити. Рослина ця невибаглива, хоча влітку вимагає рясного поливу.
Можливості рослини вивчені не повністю. Хлорофітум поглинає формальдегід, чадний газ, виділяє фітонциди. Володіє значним бактерицидним ефектом. Вчені встановили, що за добу рослина може знищити близько 80% хвороботворних мікроорганізмів, що перебувають безпосередньо біля рослини.
Цікаво, що його очисні властивості помітно посилюються, якщо покласти в квіткові горщики активоване вугілля Температура помірна. Взимку не нижче 18 °C. Хлорофітум не загине при несприятливих температурах, але це обов'язково позначиться на його зовнішньому вигляді. Холодні протяги або утримання біля не утепленого вікна шкодять рослині.

## Догляд за хлорофітумом
Хлорофітум належить до світлолюбних рослин. Віддає перевагу яскравому розсіяному світлу. Добре росте біля східного чи західного вікна. Може рости і на північному вікні, але в дуже темному місці рослина втрачає декоративну привабливість. На південному вікні потрібно притінення. Потребує рясного поливу з весни до осені і помірного взимку. Влітку час від часу листя корисно обприскувати і влаштовувати теплий душ. Обов'язково слід обприскувати, якщо рослина є поряд з обігрівачами.
- Температура. Оптимальна температура 15-18 °C. Витримує зниження до 8 °C.

- Освітлення. Добре росте і на сонці, і в півтіні. На сонці листя стають яскравішими.

- Вологість повітря. Суттєвої ролі не грає. Хлорофітум цілком стійкий до сухого повітря в квартирах. Обприскувати рослину немає необхідності. Але щоб очистити листя, раз на місяць робіть хлорофітуму теплий душ (25 °C). Протирати листя не слід — вони дуже ламкі. Поливають хлорофітум взимку 1 раз на тиждень, а влітку кожні 3 дні.

- Ґрунт — Не дуже вимогливий до ґрунту. Добре росте в земельній суміші, що складається з 3 частин дернової, 2 частин листяної землі і 1 частини піску. Хлорофітум має великі товсті корені, якщо вони розростаються, то горщики тріскаються біля дна, тому хлорофітуму дають просторий посуд. Ґрунт повинен бути весь час вологим.

- Підживлення. Хлорофітум потрібно підгодовувати з травня по вересень раз на місяць мінеральними добривами. Проводять удобрювальні поливання 1 раз на 2 тижні з березня по серпень комплексним добривом для декоративно-листяних рослин.

- Пересадження. Хлорофітум потрібно пересаджувати, коли розвивається коренева система починає вилазити з горщика або піднімати рослину. Пересаджувати хлорофітум потрібно навесні. Зазвичай це роблять через 1-2 роки.

- Розмноження. Розмножується хлорофітум легко: в землю висаджують листові розетки, які з'являються на кінці повітряних вусів — вони легко і швидко ростуть. Можна розмножувати хлорофітум діленням куща.

### Хвороби та шкідники
Уражається трипсом. Профілактика — підтримання досить високої вологості повітря навколо рослини, регулярний огляд всієї рослини.
Заходи боротьби з тріпсами — інсектицид проти попелиці при перших же симптомах. Обробку слід повторити 5 разів з інтервалом в 8 днів. Обривати уражені листя. Досвід показує, що трипсів відлякує нафталін — можна покласти кілька кульок біля найуразливіших рослин.